# Ukraińskie gimnazjum w Czechosłowacji
Ukraińskie gimnazjum w Czechosłowacji – ukraińskie gimnazjum z internatem, utworzone w Czechosłowacji w 1925 z inicjatywy Ukraińskiego Wyższego Instytutu Pedagogicznego im. Drahomanowa.
W 1926 uzyskało status czechosłowackiego gimnazjum realnego. W 1927 przeniesiono go z Pragi do Rżewnic, w 1937 do Modrżan koło Pragi.
W roku szkolnym 1937-1938 do gimnazjum uczęszczało 185 uczniów (głównie z Zakarpacia), a uczyło ich 33 nauczycieli.
Dyrektorami byli kolejno J. Jarema, Ahenor Artymowycz, I. Kobyźkyj, M. Chljur, H. Omelczenko (od 1936), Augustyn Sztefan (od 1940). Gimnazjum działało do 1945, później zostało ewakuowane do Augsburga.